# Roque Maccarone
Roque Maccarone (1932-Buenos Aires, 24 de enero de 2003) fue un banquero argentino que ocupó la presidencia del Banco de la Nación Argentina durante los últimos años de mandato de Carlos Menem y del Banco Central de la República Argentina en los meses finales del gobierno de Fernando de la Rúa.

## Trayectoria
Su actividad se inició en la banca privada. Ingresó en 1961 al Banco Río de la Plata, del cual se convertiría en gerente general en 1964 y vicepresidente ejecutivo en 1968.
En 1982 presidió la Asociación de Bancos Argentinos (ADEBA). En 1988 fue distinguido por la Fundación Konex con «diploma al mérito» en la categoría de Dirigentes Empresarios. En 1993 abandonó sus funciones en el Banco Río de la Plata. Ese mismo año fue designado por el ministro de Economía Domingo Cavallo como secretario de Finanzas, Bancos y Seguros. En 1996, Maccarone alcanzó la presidencia del Banco de la Nación Argentina, cargo que ocuparía hasta 1999.
Tras un breve regreso a la actividad privada como asesor del Banco Galicia, el 25 de abril de 2001 asumió como presidente del Banco Central de la República Argentina en reemplazo de Pedro Pou, cuyas diferencias con Cavallo sobre la política monetaria motivaron su desplazamiento del cargo por parte del presidente Fernando de la Rúa. Abandonó el cargo en enero de 2002 tras la caída de la Rúa, al decretar el fin de la convertibilidad el presidente Eduardo Duhalde.
Sobre su mandato al frente del BCRA, en medio del grave deterioro de la situación económica del país, la incesante fuga de capitales y el posterior corralito implementado por Cavallo, Maccarone consideró: «Creo que fui eficiente en la administración de una crisis muy complicada».